# Gholamhossein Karbastschi

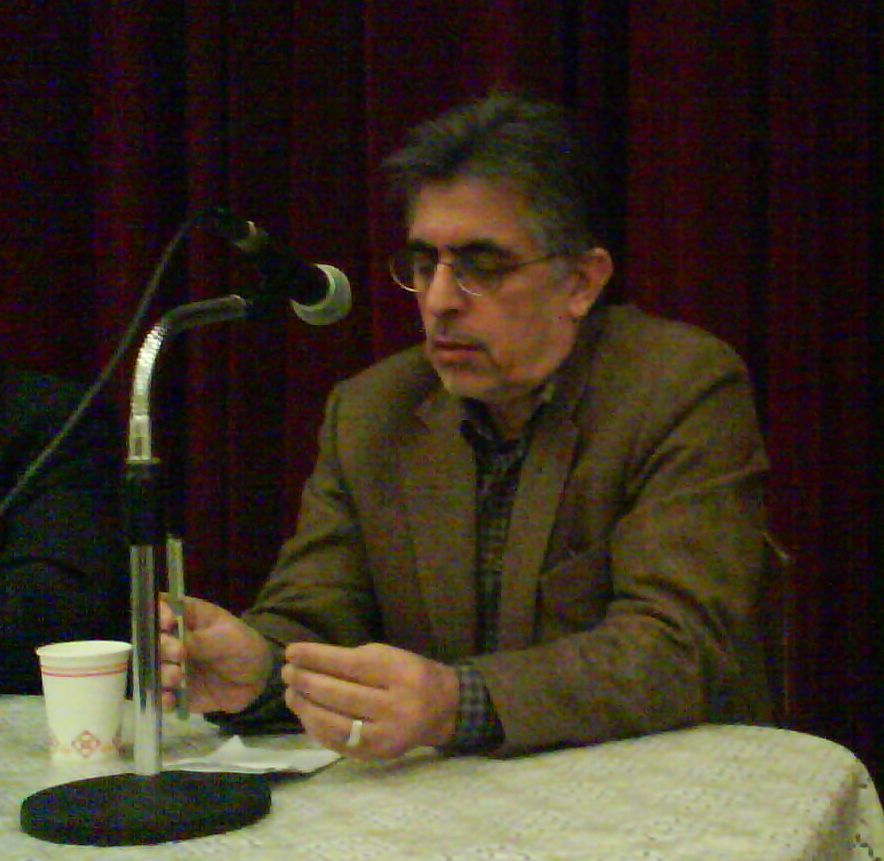
Gholamhossein Karbastschi

Gholamhossein Karbastschi (persisch غلامحسین کرباسچی Gholāmhossein Karbāstschi, DMG Ġolāmhossein Karbāsčī; * 1954) war Bürgermeister von Teheran von 1989 bis 1998 und ist heute Generalsekretär der Partei Kārgozārān. Er gilt als politisch reformistischer Politiker des Iran und ist ein enger Verbündeter des ehemaligen Präsidenten Rafsandschāni.
Er wurde 1998 verhaftet, verurteilt und inhaftiert aufgrund von Vorwürfen der Korruption, was von den politisch unterstützenden Kräften als eine politisch motivierte Attacke der konservativen Regierung betrachtet wurde.

## Leben
Karbāstschi machte eine Ausbildung zum Geistlichen in der für Schiiten heiligen Stadt Ghom und war vor der Islamischen Revolution im Zusammenhang mit seinen politischen Aktivitäten zeitweise inhaftiert im Evin-Gefängnis.
Karbāstschi war eine treibende Kraft bei Modernisierungsbestrebungen. Ab 1982 amtierte er als Gouverneur der Provinz Isfahan. Als Bürgermeister von Teheran wurde er bekannt dafür, dass er Wohnhäuser und Bürogebäude weitgehend ohne Genehmigung der Stadt abreißen, revolutionäre Graffiti von den Wänden entfernen, Tausende von Bäumen pflanzen und neue große Parks anlegen ließ. Darüber hinaus schränkte er den privaten Verkehr im Zentrum Teherans ein.
Karbāstschi wurde mit seiner Politik unpopulär bei den Basar-Händlern durch die Erhebung zusätzlicher Steuern und Beiträge, so dass ihm der Ruf vorauseilte, während seiner Zeit als Bürgermeister „der am meisten geliebte und gehasste Mann in Teheran“ gewesen zu sein. In seiner Amtszeit als Bürgermeister startete die erste iranische Farbdruck-Zeitung, Hamshahri.

## Politische Verfolgung
Karbāstschi war einer der wichtigsten Unterstützer des späteren Präsidenten Mohammad Chātami in dessen ersten Präsidentschaftswahlkampf 1997, der mit zu Chātamīs Erdrutschsieg beitrug. Nach Mohammad Chātamis Sieg setzte ein Machtkampf zwischen den Reformern und Konservativen ein. Im April 1998 wurde Karbāstschi festgenommen. Tausende von Studenten demonstrierten gegen diese Festnahme, die erfolgte, obwohl Karbāstschi zu diesem Zeitpunkt Mitglied des Regierungskabinetts und Bürgermeister der iranischen Hauptstadt Teheran war.
Die juristische Verfolgung von Karbāstschi wurde von Teilen der Bevölkerung als wichtigster Teil einer Kampagne der iranischen Klerikal-Konservativen eingeschätzt, um die reformistische Verwaltung von Präsident Mohammad Chātami einzudämmen, die finanzielle Korruption galt dabei als lediglich vorgeschoben.
Im Juli 1998 wurde Karbāstschi wegen Korruption und Missbrauch von Geldern zu fünf Jahren Haft verurteilt, trotz Bemühungen seiner Anhänger und einer Petition von mehr als 130 Mitgliedern des Europäischen Parlaments, die sich für eine Begnadigung aussprachen.
Nach seiner Entlassung aus dem Gefängnis wurde Karbāstschi Generalsekretär der Kārgozarān, zu deutsch Partei der Diener des Wiederaufbaus. Karbāstschi ist auch Geschäftsführer der Hamshahri, einer relativ neuen reformistischen Zeitung in Teheran. Mehrfach wurde diese Zeitung für kurze Zeiträume verboten.
Im Jahr 2009 unterstützte Karbāstschi bei den iranischen Präsidentschaftswahlen Mehdi Karroubi.
In einem Brief aus dem Februar 2012 über die physischen und psychischen Folterungen im Evin-Gefängnis an den Religiösen Führer Ali Chamene’i beschreibt der frühere politische Häftling Rohollah Zam, wie er mittels Drohung mit neuerlicher Folterhaft dazu gebracht werden sollte, falsche Beschuldigungen gegen Karbastschi zu erheben, um den Verfolgungsbehörden eine Verhaftung Karbastschis zu ermöglichen.